# Гуарин, Фреди
Фре́ди Алеха́ндро Гуари́н Ва́скес (исп. Fredy Alejandro Guarín Vásquez; род. 30 июня 1986[…], Пуэрто-Бояка, Бояка) — колумбийский футболист, центральный полузащитник.

## Карьера
Фреди Гуарин начал карьеру в клубе «Энвигадо». Через год после дебюта в основном составе команды Гуарин был арендован аргентинским клубом «Бока Хуниорс», где сыграл 2 игры. Большую часть времени в «Боке» Гуарин выступал за молодёжный состав клуба. Лишь травмы игроков основы команды, Себастьяна Баттальи и Фернандо Гаго, позволили дебюту Гуарина состояться.
В апреле 2006 года «Бока» предприняла попытку выкупить трансфер Гуарина за 500 тыс. евро, однако тот предпочёл уехать во Францию, в клуб «Сент-Этьен». Он дебютировал в составе команды 14 октября в матче Лиги 1 с клубом «Лионом», в котором его клуб проиграл 1:2. В марте 2007 года Гуарин забил свой первый мяч за «Сент-Этьен», поразив ворота «Труа».
11 июля 2008 года Гуарин перешёл в клуб «Порту», подписав контракт на 4 года.
31 января 2012 года Гуарин на правах аренды перешёл в миланский «Интер». Стоимость трансфера составила 1 млн евро, причем «нерадзурри» смогут выкупить игрока по окончании сезона за 11 млн.
17 мая 2012 года «Интер» выкупил его контракт за  11 млн евро
27 января 2016 года главный тренер команды «Шанхай Шеньхуа» Грегорио Мансано сообщил в твиттере о трансфере колумбийского хавбека в китайский клуб.

## Международная карьера
С молодёжной сборной Колумбии Гуарин в 2005 году выступал на чемпионате мира, где его команда заняла 3-е место. Сам Гуарин провёл на турнире все 6 игр. До этого, в 2003 году, Гуарин со сборной до 17 лет занял 4-е место на чемпионате мира среди юношей.
24 мая 2006 года Гуарин дебютировал в составе первой сборной в матче против Эквадора. В том же году он выиграл в составе сборной игры Центральной Америки и Карибского бассейна.

## Достижения
Бока Хуниорс
- Чемпион Аргентины: 2006 (Клаусура)

Порту
- Чемпион Португалии: 2008/09, 2010/11
- Обладатель Кубка Португалии: 2008/09, 2009/10, 2010/11
- Обладатель Суперкубка Португалии: 2009, 2010, 2011
- Победитель Лиги Европы: 2010/11

Сборная Колумбии
- Победитель игр Центральной Америки и Карибского бассейна: 2006